# Chickerell
Chickerell è un paese di 5 282 abitanti della contea del Dorset, in Inghilterra.